# Chaetosphaeria raciborskii
Chaetosphaeria raciborskii är en svampart som först beskrevs av Penz. & Sacc., och fick sitt nu gällande namn av F.A. Fernández & Huhndorf 2004. Chaetosphaeria raciborskii ingår i släktet Chaetosphaeria och familjen Chaetosphaeriaceae.   Inga underarter finns listade i Catalogue of Life.